# 宝安公主
宝安公主（1051年—1080年），宋英宗第二女，母宣仁圣烈皇后。

## 生平
嘉祐八年（1063年），封宝安公主。宋神宗即位，进舒国长公主，改蜀国长公主，下嫁左卫将军王诜。
王诜母卢氏寡居，公主住在近处，每天给婆婆进献美食。卢氏生病，公主亲自调和汤剂奉上。皇帝厚待姊妹，因此公主府第池花园服饰珍玩极其华丽。公主因不能每天在宝慈宫服侍宣仁皇后，常常郁郁不乐。有时干热不雨，宋神宗减少享受以祈祷，公主也是如此，说：“我的俸禄皆出于朝廷，固应同同喜同悲。”宋神宗为慈圣光献皇后居丧，哀伤过度，公主说：“吾与上同体，视此亦复保聊！”马上遣散歌舞三十人。
元丰三年（1080年），公主病笃。公主性不妒忌，王诜以是放纵自己，曾经被贬官。高太后亲临探病，公主不省人事，太后大哭，公主很久后稍能说话，说自己必定好不起来了，握着母亲的手哭泣。宋神宗随后到达，亲自为公主诊脉，端着粥喂公主，公主勉强为皇帝都吃了。皇帝赐公主金帛六千，再问有什么要求，公主只是请恢复王诜官职。宋神宗命王诜官复原职，来安慰公主。第二天，公主薨逝，年三十岁。宋神宗未吃饭即驾往，望第门而哭，辍朝五日。追封越国长公主，谥贤惠。后进封大长公主，累改秦、荆、魏三国大长公主。
公主好读古文，喜笔札，周济亲属，朝野内外称贤。王诜不拘小节，和小妾在公主身边为非作歹，小妾常常触犯公主。公主去世后，乳母告发，宋神宗命彻底追查，杖打八妾并把她们婚配兵卒。公主既葬，贬谪王诜到均州。子王彦弼，三岁去世。